# ひなたCafeへようこそ
『ひなたCafeへようこそ』は、門井亜矢による日本の4コマ漫画作品。

## 概要
森の中にある喫茶店・ひなたCafe。そんなひなたCafeを舞台に三姉妹と女子高生たちが織りなす心温まるエピソードが詰まった4コマ漫画。
作者が得意とする女子高生たちの魅力が詰まった作品であり、コメディーをベースとしながらも優しい物語が綴られている。
一迅社発行の『まんが4コマKINGSぱれっと』にて、2011年1月号より2013年3月号まで連載。

## 登場人物
日向 楓
三姉妹の長女でひなたCafeのマスター。
かなりの天然な性格で、いつも笑顔の優しくておっとりとした女性。
その性格ゆえ、Cafeでご馳走するもお金を貰わないことが頻繁にあり、妹の桜に叱られることもしばしば。
好みの男性のタイプは太った人。また、笑い方も個性的とやや変わったところがある。
桜曰く「金銭オンチ」であり、欲しいモノの値段を見ない。そのため無駄遣いが多い。
カフェのマスターらしく淹れるコーヒーは美味しいのだが、なぜか料理は壊滅的。
ただし、見た目が酷くても味はいい場合もある。
両親は海外におり、時々不思議なものを娘たちに送っている。
また、カフェは元々祖母が営んでおり、楓にコーヒーの淹れ方を教えたのも祖母。
祖母は現在、街に新店舗をオープンしている。
日向 胡桃
三姉妹の次女で高校生。
いわゆるひきこもりで、アニメが好き。
ひきこもっていたのは学校に行きたくないからではなく、迷子になってしまうため学校に行かなかったため。
杏の書いた地図や杏達が迎えに来てくれるようになったため、学校に通えるようになった。
高校にはそれまで自力で辿り着いたことがなかったため、学校生活で体験してみたい乙女らしい憧れや夢を幾つも持っている。
劇中アニメの「美少女戦隊 ピュア・レンジャー」が好きで、杏とその話で盛り上がることもある。
日向 桜
三姉妹の三女でしっかりもの。姉たちがマイペースなので苦労人。
好きな四字熟語が「明朗会計」という事からも分かるように、金銭に対する意識が高い。
それだけに「友達なので」等と理由を付けてお金を受け取らない楓には苦慮している。
ただし、金銭よりも家族や家族の友達が優先の優しい子。
自覚はないが、姉の胡桃を一番甘やかしている張本人。
佐藤 杏
若葉山高校1年A組の女子高生。
胡桃とは同じクラスであり、クラスの委員長でもある。また、生徒会の書記もこなす。塾にも通っている。
好きな言葉は「質実剛健」と天然記念物的にマジメであり、きまりを守ろうとする性格。
そのため周囲の評判もよく、いわゆる「いい子」。
身長は173cmとやや大きめで、部活はテニス部に所属。それに加え、松田に引き込まれて手芸部にも所属している。
楓と出会いひなたCafeに通うようになり、それをきっかけとしてクラスメイト達もひなたCafeに。
偶然にもクラスメイトであった胡桃との接点を作ることになる。
また、楓に恋心を抱いており、あらぬ想像を膨らますこともしばしば。
楓が太った人が好きなので、太ろうと食事の量を増やすも縦にしか増えない。
実は劇中アニメの「美少女戦隊 ピュア・レンジャー」が好きで、声優を目指している。
菊池 晴美
杏と仲のいいグループで、手芸部に所属。
文化祭での喫茶店では、桜が「嫁にほしい」と漏らすほど給仕をテキパキとこなす。
やや控えめな性格。
松田 ユキ
杏と仲のいいグループで、手芸部に所属。
母はデザイナーの松田華江。
学園祭では自身のクラスだけでなく多くの衣装を手がけ、母にもその腕を認められている。
梅宮 かすみ
杏と仲のいいグループで、その中で非常に杏に懐いているクラスメイト。
独占欲が強く、いつも杏の気を惹こうと奮闘している。
書道部に所属。
山吹 緑
杏達の所属する1年A組の担任。
運動神経ゼロに加えて絵心もゼロ。
実は学校に来なかった胡桃を迎えに毎日ひなたCafeに行こうとするものの、絵心の無い自身の地図で迷っていたため辿り着けずにいた。
婚活中。
蒼太郎という弟がおり、桜の担任。
どこかの財閥の孫で、二人の下に妹がいる。

## 単行本
- 一迅社より「4コマKINGSぱれっとコミックス」として刊行されている。
  1. 2012年3月5日発行（2012年2月22日発売） ISBN 978-4-7580-8140-5
  2. 2013年3月5日発行（2013年3月22日発売） ISBN 978-4-7580-8167-2